# Jonas Armstrong
Jonas Armstrong est un acteur irlandais né le 1er janvier 1981 à Dublin. Il est surtout connu pour ses apparitions à la télévision anglaise. Il tenait le rôle de Robin des Bois dans la série télévisée Robin des Bois (Robin Hood). Cette série a été diffusée sur la chaîne anglaise BBC One et en France sur Canal+ et France 4 entre 2007 et 2010.

## Biographie
Jonas Armstrong est né le 1er janvier 1981 à l'hôpital Mount Carmel de Dublin, en Irlande, exactement une minute après minuit. Il a été le premier bébé de l'année 1981 à y voir le jour. Il a été élevé à Lytham St Annes dans le Lancashire en Angleterre. Il a un petit frère et une petite sœur.
- Il a été diplôme de la Royal Academy of Dramatic Art (RADA) en 2003[2].

Il a joué en 2008 dans un épisode de la série The Street dans laquelle il interprète un soldat revenu d'Afghanistan. Ce rôle l'a profondément marqué.

## Carrière
(août 2014).
Après des études à l'Académie Royale d'Art Dramatique, en 2003, il décide de jouer au théâtre et commence sa carrière avec cette pièce :  The Skin of Our Teeth. En 2004, il a joué dans six épisodes de la quatrième saison dramatique de la série télévisée Teachers, jouant Anthony Millington. Plus tard en 2005, il apparait de nouveau sur la chaine télévisée anglaise Channel 4 dans la série d'épouvante The Ghost Squad jouant Pete Maitland. Son rôle le plus connu était Robin de Locksley, dans la série télévisée Robin des Bois (2006-2009). Lors du tournage de la 2e saison, Jonas s'est cassé un os du pied pendant une scène de combat avec Richard Armitage.
En 2008, Armstrong a joué dans le film d'horreur Livre de sang.
En 2011, il interprète le rôle de Elek Cohen dans le film Walking with the Enemy, sorti en 2014.
En 2016, il tient le rôle de Joe Nas à partir de la saison 3 de la série Line of Duty, et celui de Joe Natrass dans la saison 1 de Dark Angel.
En 2018, il incarne Ménélas dans la série Troie : La Chute d'une cité.
En 2019, il fait une apparition dans un épisode de Meurtres au Paradis. La même année il joue le personnage de Sean Meredith dans la saison 1 de Enquêtes à Morecambe.
En 2021, il apparait dans les séries Et si c'était mon fils ? et Hollington Drive.

### Filmographie

#### Télévision
- 2004 : Teachers : Anthony Millington
- 2005 : The Ghost Squad : Pete Maitland
- 2006 : Losing Gemma : Steve
- 2006-2009 : Robin des Bois (Robin Hood) : Robin de Locksley
- 2009 : The Street : Nick
- 2010 : Marple: The Secret of Chimneys (téléfilm) : Cade
- 2011 : Rage of the Yeti (téléfilm) : Bill
- 2011 : The Body Farm : Nick Warner (épisode 5, saison 1)
- 2011 : The Field of Blood : Terry Hewitt (saison 1)
- 2012 : Prisoners' Wives : Steve (saison 1)
- 2012 : Hit and Miss : Ben (saison 1)
- 2013 : The Whale d'Alrick Riley : Owen Chase (téléfilm)
- 2015 : The Dovekeepers : Yoav (mini-série)
- 2016 : Line of Duty : Joe Nash (saison 3)
- 2016 : Dark Angel : Joe Nattrass (mini-série)
- 2016 : Ripper Street : Nathaniel
- 2018 : Troie : La Chute d'une cité : Ménélas
- 2018 : Urban Myths : Bob Geldof
- 2019 : Meurtres au paradis : Dylan Shepherd (saison 8)
- 2019 : The Bay : Sean Meredith
- 2021 : Et si c'était mon fils ? : Jason

#### Films
- 2008 : Livre de sang ; Simon McNeal
- 2011 : The Whiskey Robber ; Batori
- 2012 : Twenty8k ; Clint O'Connor
- 2014 : Edge of Tomorrow de Doug Liman
- 2014 : Walking with the Enemy : Elek Cohen

## Théâtre
- The Skin of Our Teeth Young Vic Theatre, London 2003.
- Quartermaine's Terms Royal Theatre, Northampton 2004.
- Rutherford & Son Royal Exchange, Manchester 2005.

## Voix françaises
En France, Alexis Victor est la voix française la plus régulière de Jonas Armstrong.
Au Québec, seul Renaud Paradis l'a doublé une fois, dans Edge of Tomorrow.
En France
| - Alexis Victor dans : - Ghost Squad (série télévisée) - Robin des Bois (série télévisée) - Livre de sang - Hit and Miss (série télévisée) - Thomas Roditi dans : - La Fureur du Yéti (téléfilm) - C.B. Strike (série télévisée) | et aussi : - Gérard Maillet dans Edge of Tomorrow - Éric Marchal dans The Dovekeepers (série télévisée) - François Pacôme dans Line of Duty (série télévisée) - Sébastien Desjours dans Troie : La Chute d'une cité (série télévisée) - Jérémy Prévost dans The Bay (série télévisée) - Nessym Guetat dans Et si c'était mon fils ? (série télévisée) |